# Sophie Feytaud
Sophie Feytaud, née Sophie Tavel en 1801 (probablement le 2 ou le 3 mars) à Paris et morte le 1er mars 1865 à Cinq-Mars-la-Pile (Indre-et-Loire), est une artiste peintre portraitiste française.

## Biographie
Marguerite Sophie Tavel naît en 1801 à Paris, fille de Charles Joseph Tavel et Susanne Honorine Lefer, mariés en 1798. En 1821, âgée de 20 ans, elle épouse Victor Feytaud, paroisse Saint-Merri à Paris.
Après avoir été élève de Girodet, elle devient portraitiste et réalise, en 1824, le seul portrait peint connu de Jean-Baptiste Sylvère Gaye, vicomte de Martignac, futur chef du gouvernement de Charles X. En pleine Restauration, Sophie Tavel s'établit à Bordeaux où elle tient une école de peinture et de dessin ouverte aux jeunes filles, 11 place Puy-Paulin. Elle y réside suffisamment longtemps pour « figurer parmi les artistes bordelais ». Son tableau, Deux Ramoneurs, acheté par la ville en 1830, entre dans les collections du musée des Beaux-Arts.
De nouveau établie à Paris, Sophie Feytaud expose pour la première fois au Salon des artistes en 1835. Elle y présente les années suivantes de nombreux portraits, jusqu'en 1843. En 1841 ou 1842, elle copie pour l'Académie des sciences le portait de Pierre-Simon de Laplace peint par Paulin Guérin.
Sophie Feytaud meurt en 1865 à Cinq-Mars-la-Pile, à l'âge de 63 ans.

## Œuvres

### Collections publiques
- Deux Ramoneurs, 2e quart 19e siècle, musée des Beaux-Arts de Bordeaux[8].
- Pierre Simon, marquis de Laplace (1745-1827), 2e quart 19e siècle, Paris, Académie des sciences.

### Autres œuvres connues
- Portrait de Jean-Baptiste Sylvère Gaye, vicomte de Martignac, 1824, localisation inconnue
- Portrait d’Hermine de Bellot, 1833, localisation inconnue[9]
- Portrait de Mme F..., Salon de 1835, localisation inconnue (no 746)
- Portrait de M. Léon de B..., Salon de 1835, localisation inconnue (no 747)
- Portrait de M. B..., chef de division au ministère de l'Intérieur, Salon de 1836, localisation inconnue (no 689)
- Portrait de M. F..., avocat, Salon de 1836, localisation inconnue (no 690)
- Portrait de Mme S. C. et de ses enfans, Salon de 1837, localisation inconnue (no 689)
- Portrait de Mlles R... et de Mlle F..., leur cousine, Salon de 1837, localisation inconnue (no 690)
- Portrait de Mme D..., Salon de 1837, localisation inconnue (no 691)
- Portrait de M. L..., Salon de 1837, localisation inconnue (no 692)
- Portrait de Mlle F..., Salon de 1837, localisation inconnue (no 693)
- Une marchande d'oranges bordelaise, Salon de 1838, localisation inconnue (no 677)
- Portrait de Mme P..., Salon de 1838, localisation inconnue (no 678)
- Portrait de Mme de L. B... et de ses enfans, Salon de 1840, localisation inconnue (no 574)
- Portrait de Mlle Bl..., Salon de 1840, localisation inconnue (no 575)
- Portrait de Mme T..., Salon de 1840, localisation inconnue (no 576)
- Portrait de Mlle de la T..., Salon de 1841, localisation inconnue (no 697)
- Portrait de M. Les...r, chef des travaux chimiques, Salon de 1842, localisation inconnue (no 671)
- Portrait de Mme F..., Salon de 1843, localisation inconnue (no 746)
- Portrait de M. Léon de B..., Salon de 1843, localisation inconnue (no 747)
- Portrait de jeune femme[9]

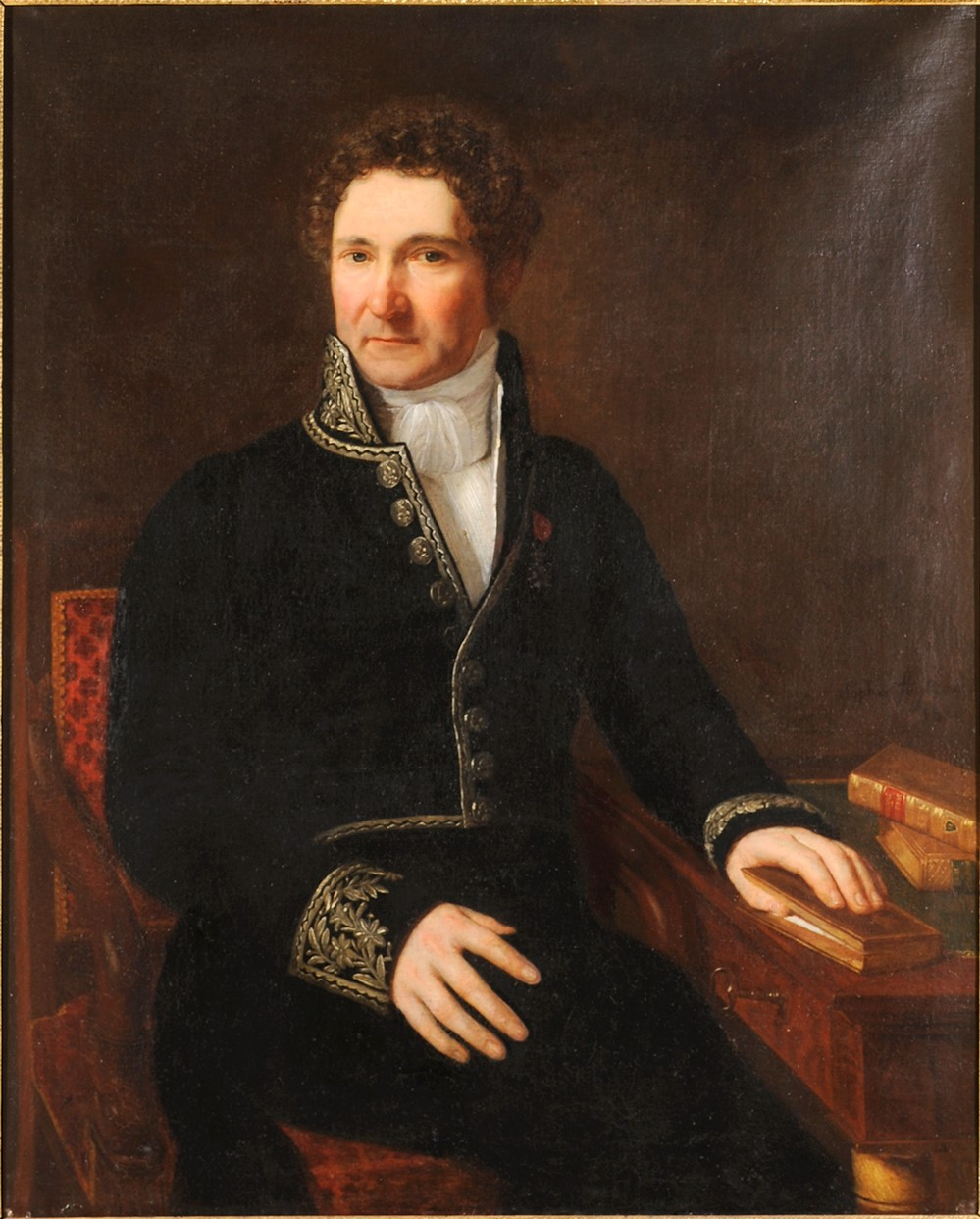
Portrait de Jean-Baptiste de Martignac (1824)
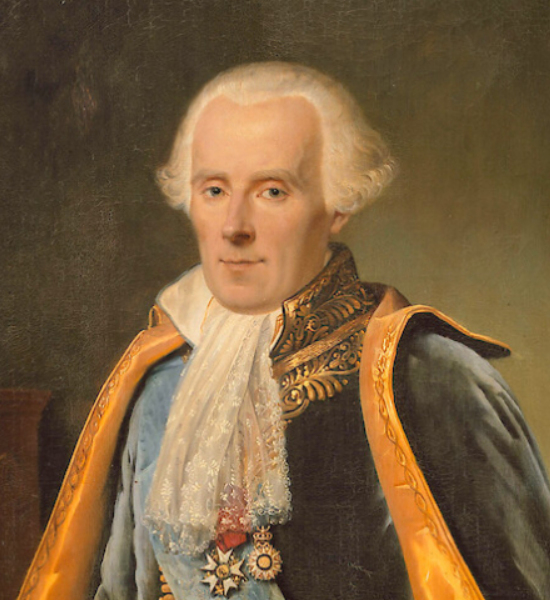
Portrait de Pierre Simon Marquis de Laplace (1842), Académie des sciences